# 趙昭賢
趙 昭賢 (チョ・ソヒョン、ハングル: 조소현、ローマ字表記: Cho So-hyun、1988年6月24日 - ) は、大韓民国ソウル特別市出身の女子サッカー選手。FA WSLのトッテナム・ホットスパーFCに所属。韓国女子代表。ポジションはミッドフィールダー、ディフェンダー。

## 来歴
2015年に行われたFIFA女子ワールドカップカナダ大会には韓国代表の主将として出場し、グループリーグ第3戦のスペイン戦では53分にゴールを挙げチームを2-1の勝利に貢献し、韓国女子代表を史上初のベスト16進出に導いた。
2016年シーズンはWKリーグの仁川現代製鉄レッドエンジェルズからなでしこリーグのINAC神戸レオネッサに移籍してプレーした。
2016年6月11日に行われたなでしこリーグカップ2016グループステージ第2節コノミヤ・スペランツァ大阪高槻戦で2ゴールを挙げてチームの6-0の勝利に貢献した。
2016年シーズン終了後、レンタル期間を満了して仁川現代製鉄レッドエンジェルズに復帰した。
2018年2月、ノルウェー女子1部リーグのAvaldsnes ILへの移籍が発表された。
2018年12月、イングランドFA女子プレミアリーグ・サウザンディヴィジョンのウェストハム・ユナイテッドFCへの移籍が発表された。

## 個人成績
| 国内大会個人成績 | 国内大会個人成績   | 国内大会個人成績 | 国内大会個人成績 | 国内大会個人成績 | 国内大会個人成績 | 国内大会個人成績 | 国内大会個人成績 | 国内大会個人成績 | 国内大会個人成績 | 国内大会個人成績 | 国内大会個人成績 |
| 年度             | クラブ             | 背番号           | リーグ           | リーグ戦         | リーグ戦         | リーグ杯         | リーグ杯         | オープン杯       | オープン杯       | 期間通算         | 期間通算         |
| 年度             | クラブ             | 背番号           | リーグ           | 出場             | 得点             | 出場             | 得点             | 出場             | 得点             | 出場             | 得点             |
| ---------------- | ------------------ | ---------------- | ---------------- | ---------------- | ---------------- | ---------------- | ---------------- | ---------------- | ---------------- | ---------------- | ---------------- |
| 2016             | INAC神戸レオネッサ | 16               | なでしこ         | 17               | 0                | 7                | 2                | 3                | 0                | 27               | 2                |
| 通算             | 日本               | 日本             | 1部              | 17               | 0                | 7                | 2                | 3                | 0                | 27               | 2                |
| 総通算           | 総通算             | 総通算           | 総通算           | 17               | 0                | 7                | 2                | 3                | 0                | 27               | 2                |

## 獲得タイトル

### 所属チーム
- 現代製鉄レッドエンジェルズ
  - WKリーグ：4回（2013年、2014年、2015年、2017年）

- INAC神戸レオネッサ
  - 皇后杯全日本女子サッカー選手権大会：1回（2016年）